# Histoire des Balkans

Résumé de l'histoire des Balkans et de la superposition des cultures, la basilique Sainte-Sophie, église durant un millénaire, mosquée durant cinq siècles et ensuite musée durant 86 ans, puis redevenue mosquée en 2020, s'élève toujours au cœur d'Istanbul, jadis Constantinople, première ville des Balkans par sa population et son étendue depuis seize siècles sans interruption, et capitale impériale durant plus de quinze siècles, romaine d'Orient (byzantine) puis turque ottomane.

Par différence de l’histoire naturelle de la péninsule (géologie, karsts, flore, faune...), l’histoire des Balkans concerne les humains de cette région. Elle a produit de fortes convergences génétiques, culturelles (architecture, cuisine, musique, traditions…) et linguistiques. Cette riche histoire humaine est pourtant l’objet d’une multitude de revendications et de controverses nationalistes dues à la « balkanisation » voulue et inaugurée en 1878 par le Congrès de Berlin pour diviser la péninsule en petites puissances rivales, processus qui a fait dire à Winston Churchill : « la région des Balkans a tendance à produire plus d’histoire qu'elle ne peut en consommer ».

## Préhistoire et protohistoire

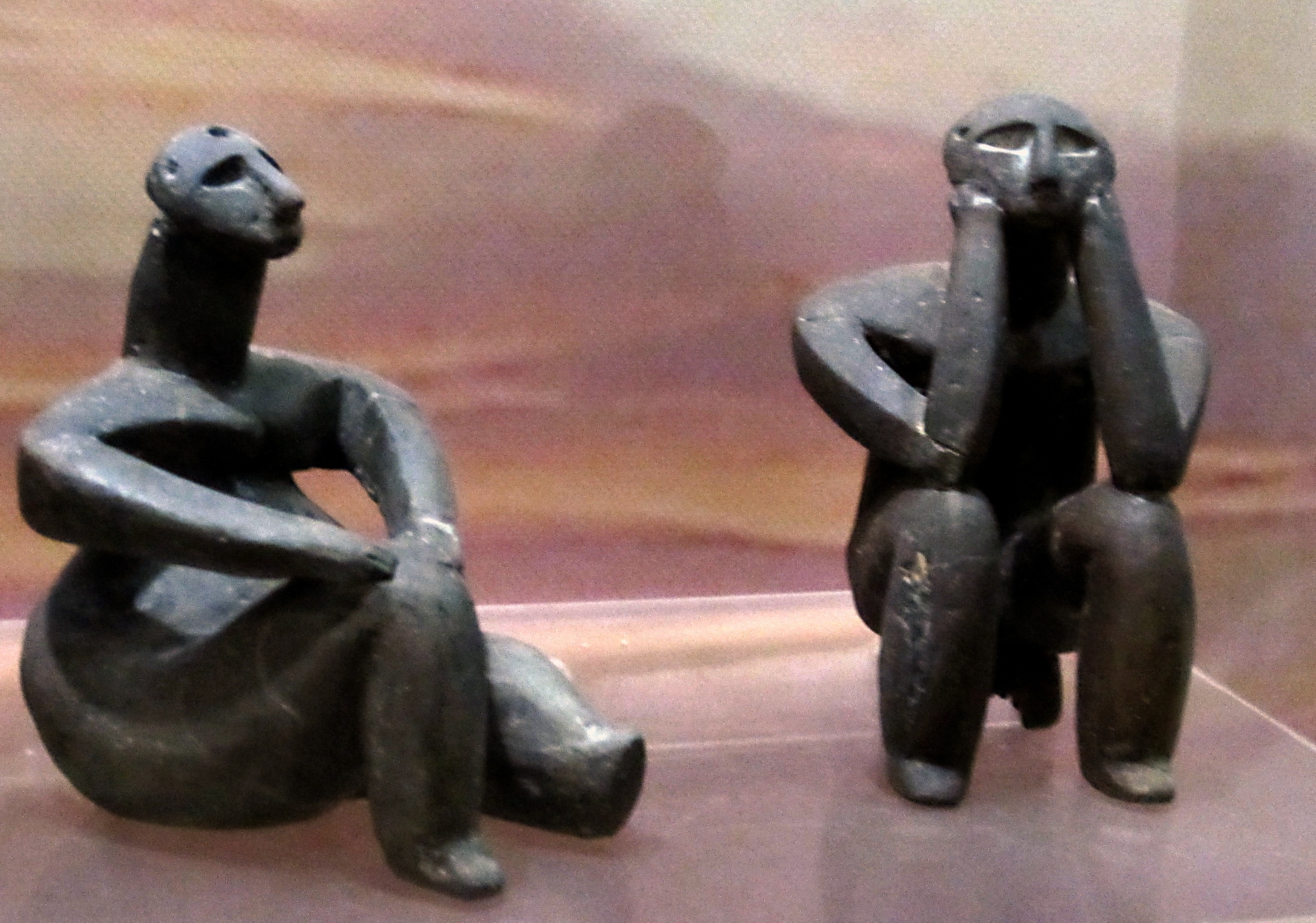
Les « penseurs » néolithiques de Hamangia.

L'agriculture et l'élevage sont apportés par des populations venues d'Anatolie, qui se sont établies en Grèce et dans les Balkans à partir d'environ 6700 av. J.-C., avant de s'étendre progressivement vers l'Ouest. Le courant danubien qui diffuse le Néolithique dans la région correspond à l’extension progressive vers l’Ouest de la culture rubanée. Elle est notamment suivie par la culture de Starčevo (-6200 à -5600) qui est un jalon majeur de la néolithisation de l'Europe centrale.
Au cours des cinquième et quatrième millénaires avant notre ère, des changements technologiques et sociaux majeurs se produisent en Europe du Sud-Est qui transforment profondément les sociétés préhistoriques. La production de métal constitue l'une des innovations les plus importantes; le cuivre est extrait, fondu et utilisé pour fabriquer des haches, des bijoux et de petits outils. La découverte de la nécropole de Varna (4600-4300 AC) sur la côte de la mer Noire a notamment conduit à une réévaluation des inégalités sociales dans la préhistoire humaine, avec de grandes quantités d'or et d'autres symboles de pouvoir et de richesse suggérant des niveaux sans précédent de stratification sociale.
Dès 3500 av. J.-C., dans la phase tardive de la culture de Cucuteni-Trypillia, des populations issues de la culture Yamna s'installent dans les territoires agricoles d'Europe de l'Est. On observe ainsi une période de contacts continus et de mélanges progressifs entre les éléments venant de la steppe et les populations locales. Se produit une augmentation concomitante de l'activité de peuplement pour la première fois depuis la disparition des colonies de l'âge du cuivre dans la région des Balkans orientaux. Les tumulus, associés au complexe culturel Yamna, apparaissent fréquemment et s'étendent le long de la vallée du Danube dans le bassin des Carpates au cours du troisième millénaire avant notre ère ; au XVIIIe siècle av. J.-C., des populations indo-européennes, ancêtres des Grecs, des Thraces, des Illyres et des Scythes, sont mentionnées dans la région.

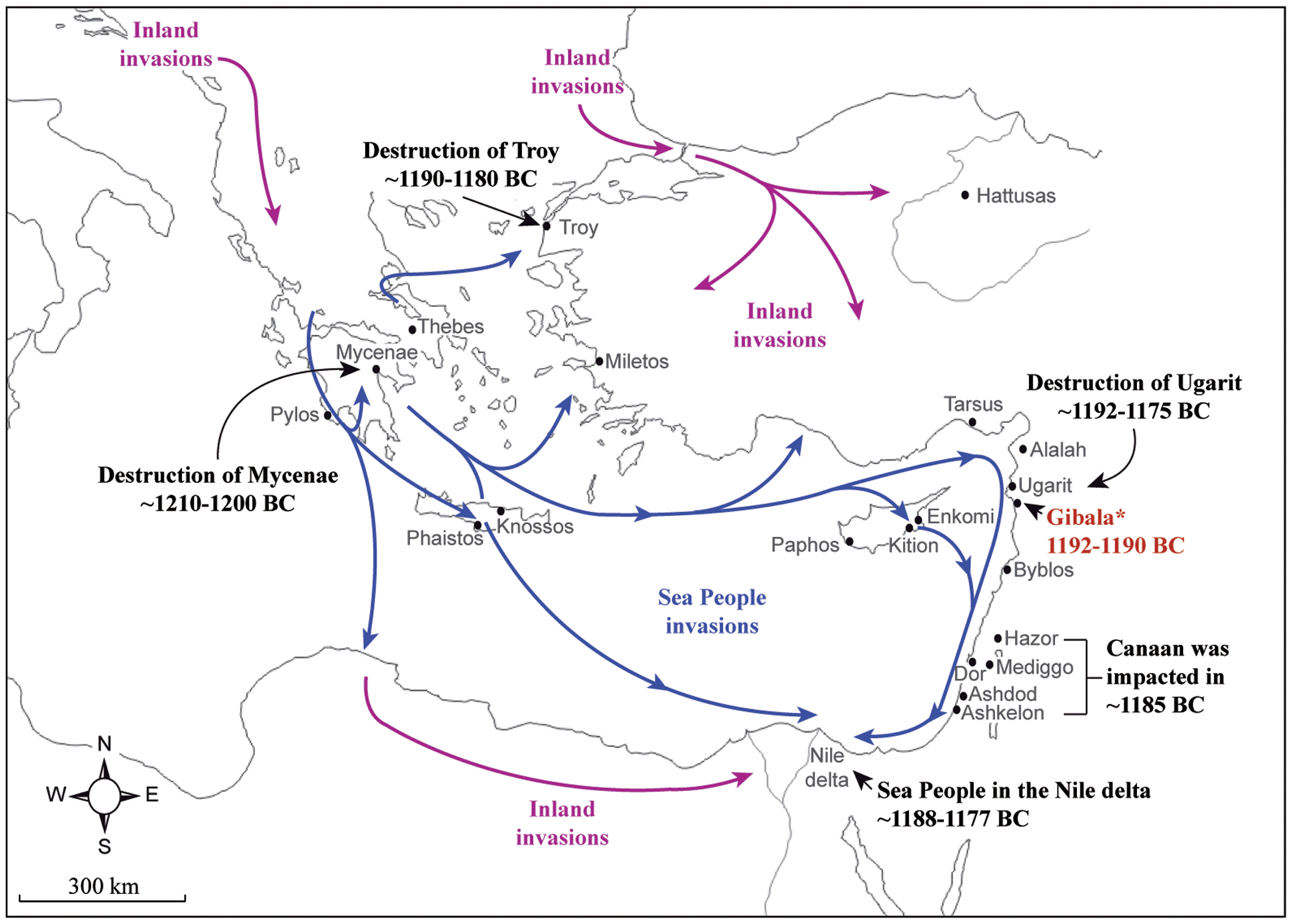
Carte cherchant à figurer les événements potentiellement attribuables aux peuples de la mer à l'échelle de la Méditerranée orientale en fonction des dates données aux destructions de différents sites pendant l'effondrement de l'âge du bronze récent.

Au XIIe siècle av. J.-C. l'archéologie révèle un abandon, pour trois siècles, de beaucoup de sites, peut-être à la suite d'épidémies ou de crises environnementales, possiblement liées à l'activité du volcanisme méditerranéen. Une partie des habitants partent vers l'Ouest en remontant le Danube (les archéologues parlent de « populations danubiennes » jusqu'à l'océan Atlantique) ou vers le Sud en prenant la mer (les historiens parlent de « peuples de la mer » comme les Achéens, Hylléens, Lyciens, Philistins, Sardes, Sicules, Zakkariens…),.
L'âge du bronze commence dans l'aire gréco-égéenne vers 2800 av. J.-C., en Crète, avec la civilisation minoenne, en Grèce continentale, avec l’Helladique, par exemple à Lerne, dans le Péloponnèse, et dans les Cyclades avec la culture des Cyclades.

## Antiquité

### Haute Antiquité
Les civilisations grecques (Achéens, Doriens, Ioniens, Éoliens) et thrace s'épanouissent à partir du XIIIe siècle av. J.-C. à la suite de la fin des palais mycéniens, avec des cités autonomes fortifiées et des royaumes sur le pourtour de la mer Égée. Des migrations de populations helléniques débutent vers le pourtour de l'Asie Mineure et Chypre au milieu du XIe siècle av. J.-C.,.

### Antiquité classique
La colonisation grecque débute au VIIe siècle av. J.-C. le long des côtes, depuis les îles d’Apsoris (auj. Creš) et de Pelagosa (auj. Palagruža) en mer Adriatique jusqu’au pourtour de la mer Noire, en passant par le pourtour de la mer Ionienne. Entre autres, en 667 av. J.-C., des colons doriens fondent la cité de Byzance (future Constantinople).

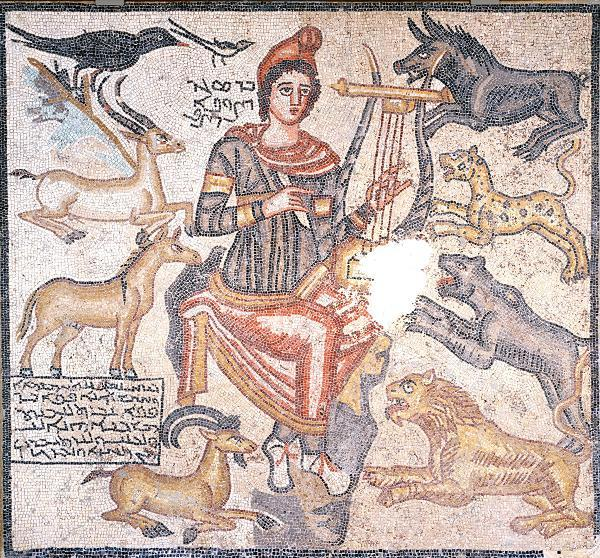
Orphée, fils du roi de Thrace Œagre, charmant les animaux sauvages, mosaïque, musée d'Art de Dallas.

En 513 av. J.-C., le quart sud-est de la péninsule est conquis par l’Empire perse et organisé en une province, la satrapie de Skidra. Au Ve siècle av. J.-C., le recul des Perses permet à deux royaumes hellénisés, la Macédoine et l’Odrysie, de se développer tandis qu’Athènes et Sparte se disputent l’hégémonie de la Grèce après avoir chassé les Perses hors de la péninsule des Balkans.
Le royaume hellénique de Macédoine devient une grande puissance dans les années 358-339 av. J.-C. : début de la période hellénistique. En 334 av. J.-C. Zopyrion, général d’Alexandre le Grand, soumet le roi thrace Syrmos, puis, nommé stratège de la Thrace, mène campagne contre les cités grecques du Pont Euxin : il est vaincu et tué par les Scythes, les Gètes et les Milésiens coalisés.
La civilisation celte se diffuse dans les Balkans à partir des années 335-280 av. J.-C. : les Scordisques (dans le bassin du Danube), Tectosages et Taurisques (dans le bassin de l’Euros) s'y installent. Le contact des civilisations grecque classique (qui fournit l’écriture et l’architecture), thraco-illyre et celtique (qui fournissent un syncrétisme religieux pénétré d’influences pythagoriciennes : le culte de Zalmoxis) produit une civilisation balkanique où les royaumes thrace d’Odrysie (est de la péninsule) et grec de Macédoine (sud de la péninsule) prospèrent. 
L’Empire romain conquiert les côtes de l’Adriatique et la Macédoine en 229-148 av. J.-C. puis, en 33-29 av. J.-C., l’intérieur de l’Illyrie, la Mésie (Thrace du Nord) et la côte odryse (« Astée »). Il fixe sa frontière sur le Danube. Le Danube moyen devient une frontière cruciale et un carrefour pour les mouvements de population. Tandis que les Thraces sont romanisés au nord de la « ligne Jireček », un royaume thrace hellénisé (« Sapée ») résiste jusqu’en 45 de notre ère autour de sa capitale Bizye (Βιζύη, aujourd'hui Vize en Turquie), dans le bassin de l’Euros. 
La région est une source de richesse minière importante et une charnière cruciale dans un couloir d’infrastructures militaires et de communication d’environ 2 000 km de long reliant la mer Noire à la Forêt-Noire. À la suite de l’établissement du contrôle romain au début du Ier siècle de notre ère, la région devient de plus en plus urbanisée et se « romanise » culturellement. Entre 268 et 610 de notre ère, plus de la moitié de tous les empereurs romains appartiennent à des familles originaires du Danube moyen.
En l’an 330 de notre ère, l’empereur Constantin fait de Byzance, renommée Constantinople, la nouvelle capitale de l’Empire romain. Les peuples balkaniques sont romanisés au nord de la ligne Jireček, hellénisés au sud. Sur la côte adriatique, la romanisation des Illyriens crée la langue dalmate tandis que l’installation des Carpes (un peuple dace non romanisé) en Prévalitaine, en Macédoine occidentale et en Épire y contribue à l’évolution de la langue albanaise. Le christianisme se répand.

## Antiquité tardive

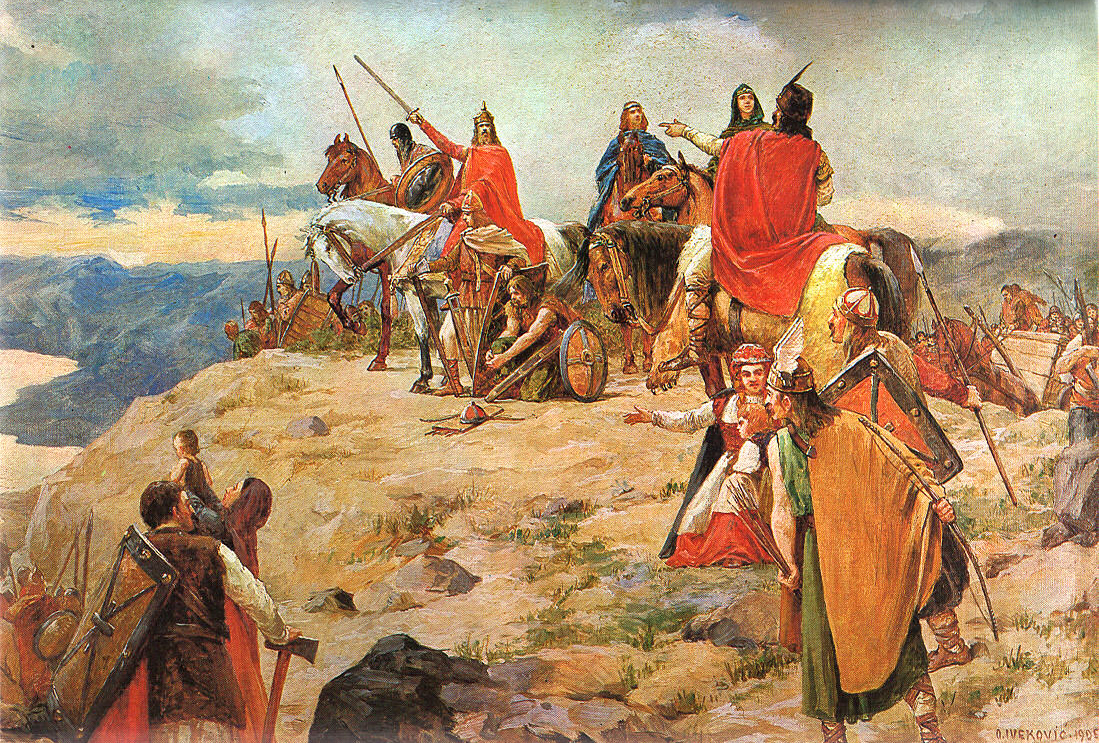
L’arrivée des premiers Slaves sur les rives de l’Adriatique. Oton Iveković, 1905

Vers 200 de notre ère, des individus liés aux populations des steppes nomades balto-slaves et du nord-est de l'Europe commencent à apparaître dans les Balkans. Ces mouvements culminent pendant la période des migrations (environ 350-600 de notre ère) avec la migration massive et l'installation de groupes de langue avar, germanique et slave, qui transforment la composition culturelle, linguistique et ethnique de la région.
Les Goths et les Huns envahissent et pillent les Balkans en 375 mais sans s’y installer. À la mort de Théodose, l’Empire romain est séparé en Empire romain d'Orient et Empire romain d'Occident en l’an 395. La séparation traverse les Balkans le long de la rivière Drinus et des sources de celle-ci à l’Adriatique. L’Illyricum avec la Pannonie et la Dalmatie, rattachés à l’Empire d’Occident, échoient donc aux royaumes germaniques héritiers de celui-ci à partir de 454. De 454 à 535, les Ostrogoths règnent à l’ouest de la Drina, tandis que les Gépides règnent à l’est. La population des Balkans est presque entièrement christianisée.
Le 27 février 425 l’empereur Théodose II fonde, au palais de la Magnaure, l’université de Constantinople, première université publique européenne (Pandidacterius ou Πανδιδακτήριον) qui dispense ses cours en latin et grec. En 527, l’empereur Justinien monte sur le trône à Constantinople où il fait construire, de 532 à 537, la basilique Sainte-Sophie (Ναός Αγίας Σοφίας), à l’époque la plus grande basilique d’Europe. Entre 533 et 554, les généraux de Justinien, notamment Bélisaire, reconquièrent l’Italie, la Dalmatie, le sud de l’Hispanie et l’Afrique du Nord sur les Ostrogoths et les Vandales : c’est le début de l’Italie byzantine, que les Lombards venus de Pannonie, disputent bientôt aux Romains d’Orient. Simultanément, des groupes de Slaves commencent à s’installer dans l’Empire.
Ces migrations se manifestent aujourd’hui par une ascendance génétique balto-slave élevée dans les populations post-romaines de Croatie (50 à 65 %), du Monténégro (45 à 65 %), de Macédoine du Nord (30 à 50 %) et de Serbie (50-55 %) locutrices de langues slaves méridionales. Contrairement aux populations voisines, les Morlaques, les Albanais, les Valaques et les Grecs sont moins touchés par cette vague migratoire et montrent depuis l’antiquité une plus grande continuité génétique qui conforte les données linguistiques.

## Haut Moyen Âge

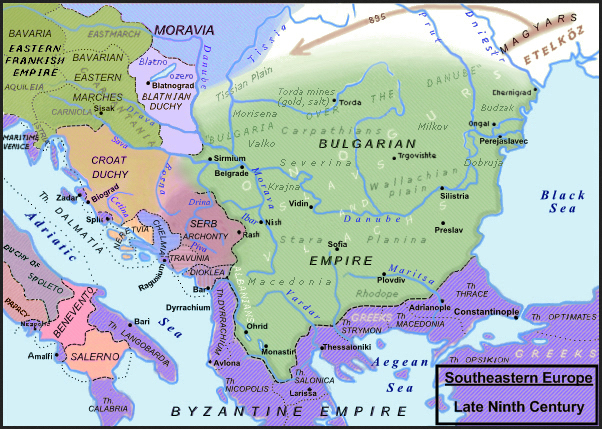
Les Balkans en 850.

Les Lombards migrent en Italie en 568 et sont remplacés par des Slaves qui, à partir de 577, arrivent de plus en plus nombreux dans les Balkans où ils se mêlent aux Grecs, aux futurs Albanais et aux Thraces romanisés dits Valaques (futurs Aroumains et Roumains). Appelés Sklavènes (Σϰλαβένοι) par les Grecs, les Slaves forment des communautés rurales, les Sklavinies, qui s’intercalent entre celles des Thraces romanisés, les Valachies. Les Sklavènes sont locuteurs du slavon. L'arrivée à grande échelle des populations slaves a contribué à hauteur de 30 à 60 % à l'ascendance des peuples des Balkans, ce qui représente l'un des plus grands changements démographiques permanents pendant la période des grandes migrations en Europe. La migration des Slaves est suffisamment importante pour avoir un impact particulièrement durable, reflété notamment par les langues slaves du sud largement parlées dans la région par la suite.
Le VIIe siècle inaugure une longue période d’invasions : Avars et Bulgares par la terre, Perses puis Arabes par la mer. L’Empire romain d’Orient (que les historiens modernes appellent « Empire byzantin » depuis que Hieronymus Wolf a lancé ce nom en 1557) perd son autorité sur l’intérieur des terres et ne contrôle plus que les côtes de la péninsule, de langue grecque : il s’hellénise et adopte le grec comme langue officielle.
Les Slaves des Balkans (Slaves méridionaux) se différencient aux VIIIe et IXe siècles en Bulgares à l’est de la rivière Morava (Slaves du premier État bulgare) et en Serbo-croates à l’ouest de celle-ci. Le premier État bulgare domine alors la majeure partie de la péninsule. Son aristocratie protobulgare passe du tengrisme au christianisme en 864 pour mieux s’assurer la fidélité de ses sujets déjà chrétiens, slaves (Σκλαβινίαι, Склавинии, « sklavinies »), romans (Βλαχίες, Влахии, « valachies ») et grecs (κεφαλίες, кефалии, « céphalies »),. Les missionnaires grecs créent l’alphabet cyrillique pour écrire le slavon, dérivé du grec.
Des invasions varègues et russes ont lieu en 866, 909, 941 et 970. En 895 débutent les invasions magyares. L’Empire réagit sous la dynastie macédonienne, entre 971 et 1025 : il reprend ses territoires balkaniques aux Bulgares et aux Serbes. En 1014 à la bataille de la Passe de Kleidion, l’empereur Basile II devient le Bulgaroctone (« massacreur de Bulgares »). La frontière est à nouveau fixée sur le Danube. Les Valaques, qui avaient résisté aux côtés des Bulgares et des Serbes, sont dispersés et se réfugient dans le Pinde, en Macédoine-Occidentale, en Thessalie et au nord du Danube (pour certains, jusqu’en Moravie). Des Iasses et autres Alains s'installent dans les bassins du Danube et du Vardar.

## Moyen Âge
En 1054, lors du schisme de l’Église chrétienne, la majorité des Balkaniques choisit l’obédience de Constantinople ; les Slaves les plus occidentaux (Slovènes, Croates) et les Albanais du littoral choisissent l’obédience de Rome. Une minorité de Serbo-Croates et de Bulgares ne choisissent ni l’une, ni l’autre, mais le christianisme paulicien du pope Bogomil, proche du catharisme (du grec ϰάθαροϛ, « pur »). Les Slovènes suivront désormais l’histoire du Saint-Empire romain germanique. Les Oghouzes, peuples turcs venus d’Asie centrale, apparaissent en 1065 comme mercenaires des Byzantins : ils sont christianisés et les actuels Gök-Oğuzes y voient leurs ancêtres). En 1091 ce sont les Petchénègues et les Alains qui entrent dans la péninsule : ils sont défaits par les armées impériales à Levounion sur l’Euros. Après la mort de Manuel Ier en 1180, l’Empire byzantin décline. Les Serbo-Croates recouvrent leur indépendance ; à l’ouest les Croates s’unissent à la Hongrie tandis qu’à l’est, les frères valaques Asan et Petru Deleanu soulèvent la Bulgarie, et en 1186 : la Bulgarie recouvre son indépendance (c'est le « Royaume des Bulgares et des Valaques » des chroniques) ; l’Empire byzantin est alors réduit à la Grèce et aux côtes de la péninsule des Balkans et de l’Anatolie.
C’est aussi le temps des croisades qui représentent, dans les Balkans, autant d’invasions et de pillages :
- première croisade en 1096-97 qui traverse les Balkans et s’embarque à Constantinople pour passer en Anatolie ;
- deuxième croisade en 1148, qui traverse la Bulgarie alors byzantine ;
- troisième croisade en 1190-91, qui traverse les Balkans et s’embarque à Gallipoli pour passer en Anatolie ;
- quatrième croisade en 1204 qui s’empare de Constantinople et y proclame un « Empire latin ».

À la suite des croisades, les Grecs conservent les Empires de Nicée et de Trébizonde, et le despotat d’Épire, mais la puissance byzantine est définitivement fragmentée et affaiblie, et ne pourra plus jouer le rôle de « bouclier de l’Europe » face aux Turcs. D’autres États croisés se forment en Grèce, tandis que les Vénitiens et les Génois s'emparent de la plupart des îles et des ports (les Vénitiens en Dalmatie, en Albanie et en Grèce, les Génois en Égée orientale et en mer Noire). En 1242, la Bulgarie et la Serbie sont ravagées par les Mongols de Batu. Dans le sillage de ceux-ci, arrivent les Roms.
Constantinople est reprise aux Croisés en 1261 par Michel VIII Paléologue, empereur byzantin de Nicée. En 1281, la Bulgarie se fragmente en plusieurs États : Vidin, Trnovo, despotats de Macédoine et de Dobrogée. En revanche, l’Empire serbe atteint son apogée en 1331-1355 sous le règne de Stefan Dušan, et il s’étend du Danube à l’Adriatique et à la mer Égée, couvrant tout le centre de la péninsule des Balkans et le nord de la Grèce. Le temps des royaumes chrétiens des Balkans est cependant compté : en 1354, les Turcs ottomans débarquent en Europe, à Gallipoli.

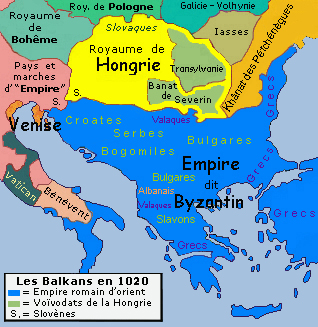
Les Balkans en 1020.
Les Balkans en 1265.
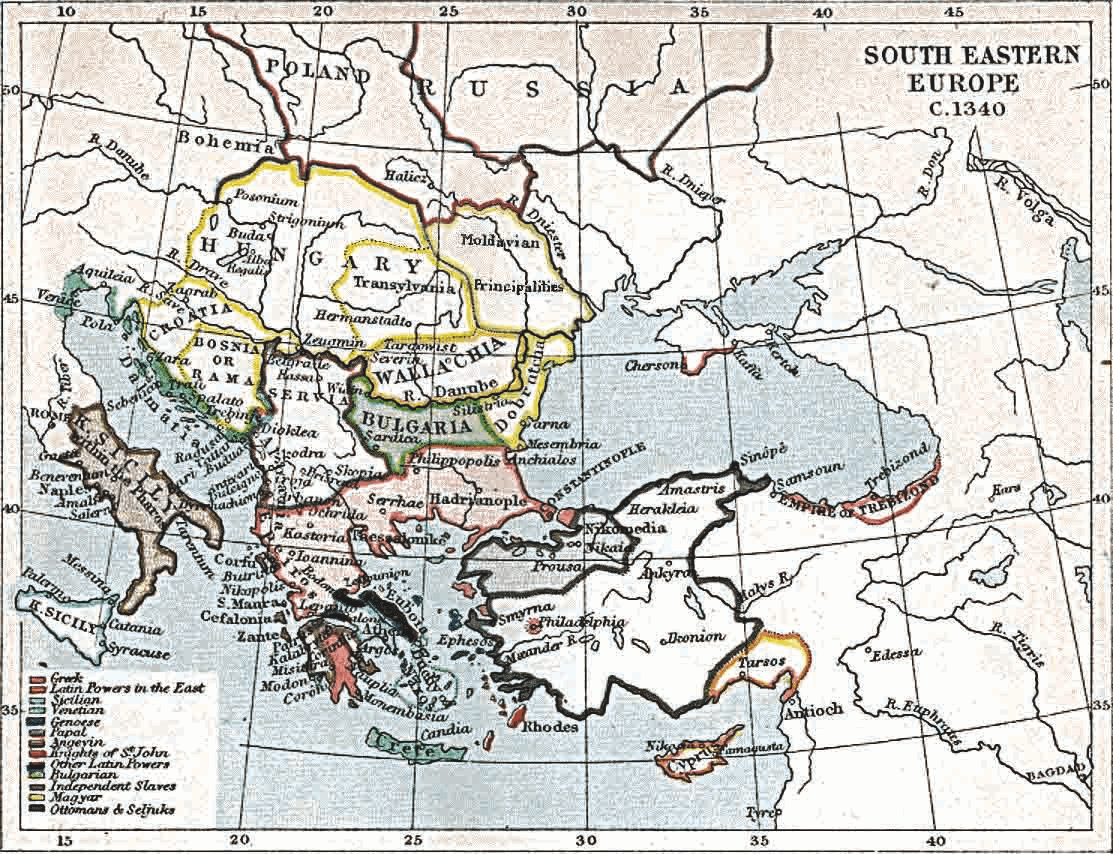
Les Balkans en 1340.
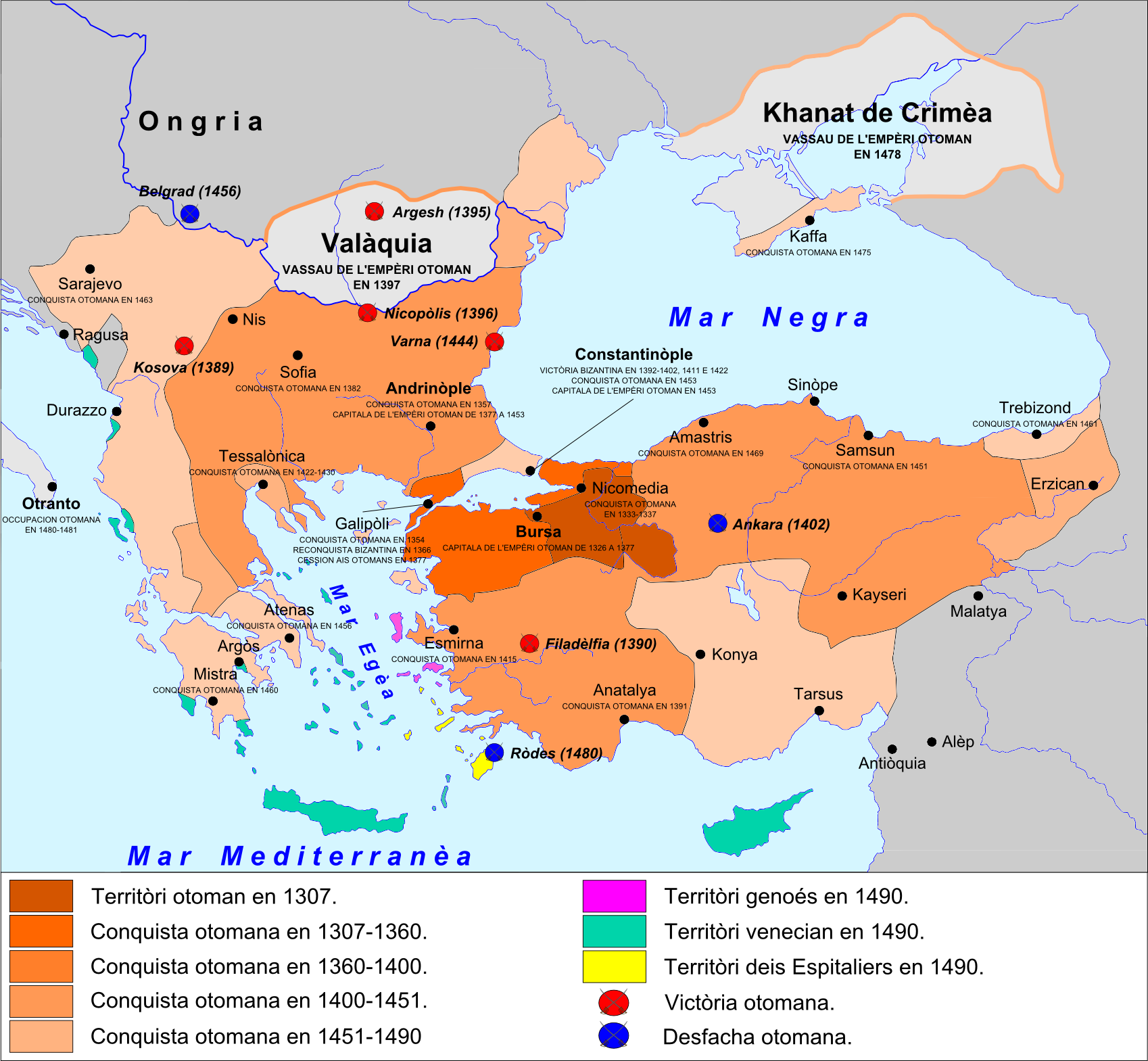
Expansion territoriale de l'Empire ottoman, 1307-1490.
Sud des Balkans vers 1410.
Les Balkans en 1450 à la veille de la chute de Constantinople : les Ottomans (vert) ont déjà conquis la moitié de la péninsule.

## Période ottomane
Les Turcs ottomans conquièrent les États bulgares et la Serbie en quinze ans (1380-1394), encerclant Constantinople. La Bosnie est rattachée à la Hongrie. La Dobrogée est rattachée à la Valachie. En 1453 les Turcs ottomans prennent Constantinople et Constantin XI Paléologue le dernier empereur de l’Empire romain d’Orient, y laisse la vie. L’Empire ottoman conquiert la Bosnie et la Dobrogée ; la Dalmatie reste vénitienne, la Croatie reste hongroise. Seules la république de Raguse et les principautés de Cetinjé (sur l’Adriatique), de Valachie et de Moldavie (au nord du Danube) sauvegardent leurs autonomies, moyennant le payement d’un fort tribut aux Ottomans. En 1526 ces derniers conquièrent la Slavonie (partie nord-est de la Croatie) et le Banat : s’adjugeant en outre la partie la plus fertile de la Hongrie, ils parviennent aux portes de Vienne (Autriche).
Durant la longue domination ottomane dans les Balkans, une partie des Slaves (Bosniaques de langue serbo-croate, Pomaques de langue bulgare), un petit groupe de Valaques (les Moglénites) et la grande majorité des Albanais se convertissent à l’islam pour ne plus payer le haraç (double-capitation sur les non-musulmans) et pour échapper au devchirmé (enlèvement des garçons pour en faire des janissaires) : ils quittent ainsi le Millet (groupe confessionnel) des Rum (« Roumis » chrétiens) pour celui des Osmanlı, sujets de plein-droit du sultan ottoman (« Turcs », non dans le sens linguistique, mais religieux et politique).
Aux XVIIe et XVIIIe siècles la guerre fait rage entre les Ottomans et les Habsbourg : ce sont ces derniers qui sont à présent « le rempart de l'Occident chrétien ». En 1699, l’Autriche des Habsbourg parvient enfin à prendre aux Ottomans la Slavonie et la Croatie centrale. C’est le début du déclin de l’Empire ottoman qui s’accélère au XVIIIe siècle : l’Autriche et la Russie développent des visées stratégiques sur les Balkans et y pénètrent (1718, 1735, 1774, 1787).
De 1718 à 1739 l’Autriche annexe la Serbie. Tout au long du siècle, elle enrégimente les Serbes fuyant la domination turque dans les garde-frontières de ses « Confins militaires », établis aux limites de l’Empire ottoman en 1702, où elle leur distribue des terres, en Croatie centrale, en Slavonie et dans le Banat. C'est l’origine des régions à majorité locale serbe (Krajina ou Vojvodina) dans ces régions. Quant à la Russie, elle se pose en protectrice du Millet des Rum (chrétiens orthodoxes).
En 1797, à la suite de l’effondrement de Venise devant Bonaparte, l’Autriche annexe l’Istrie, la Dalmatie et la république de Raguse.

Janissaires ottomans, fils de sujets chrétiens élevés par les Turcs selon le système du devchirmé.
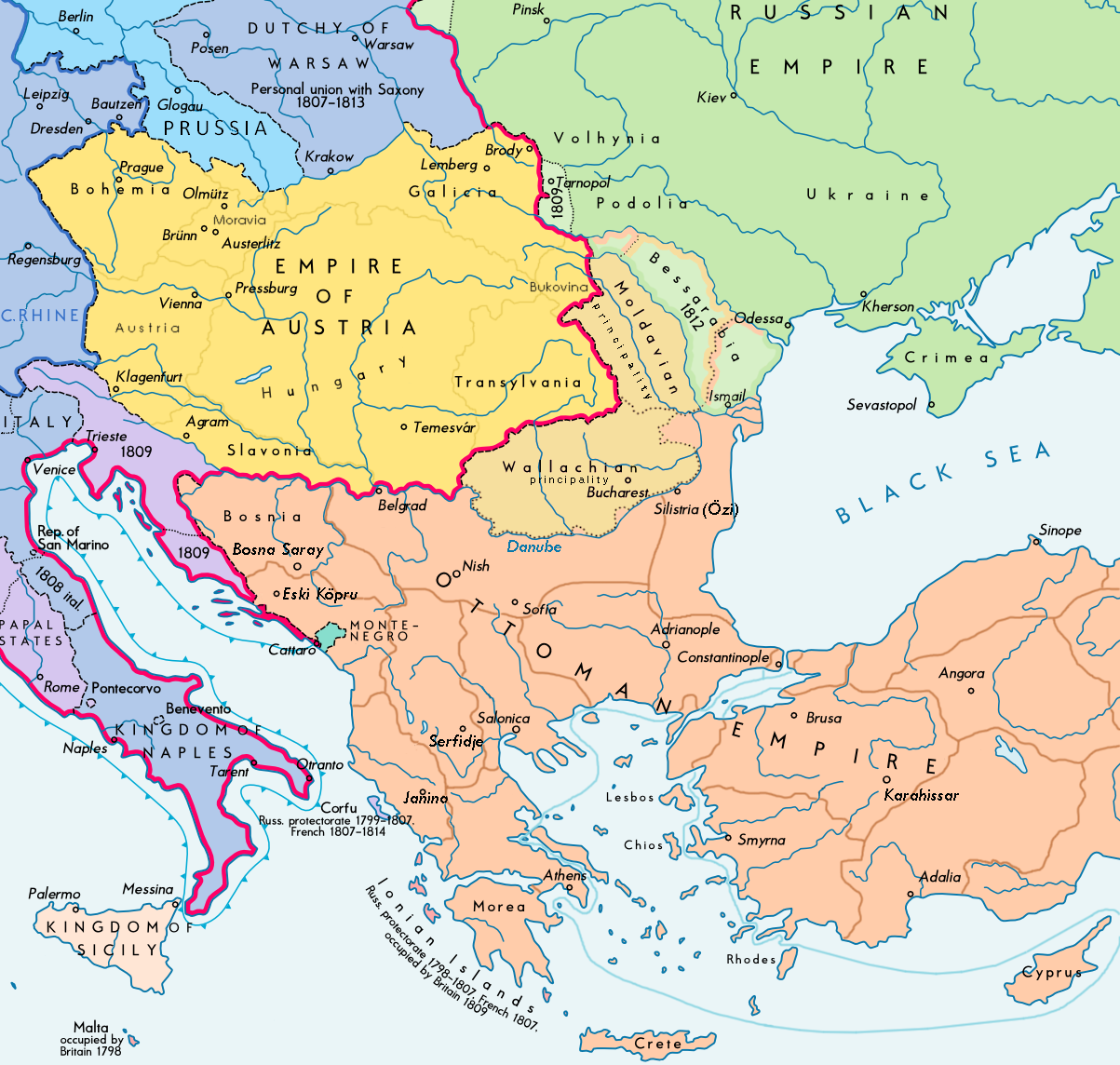
L'Europe du Sud-Est après le traité de Bucarest (1812).
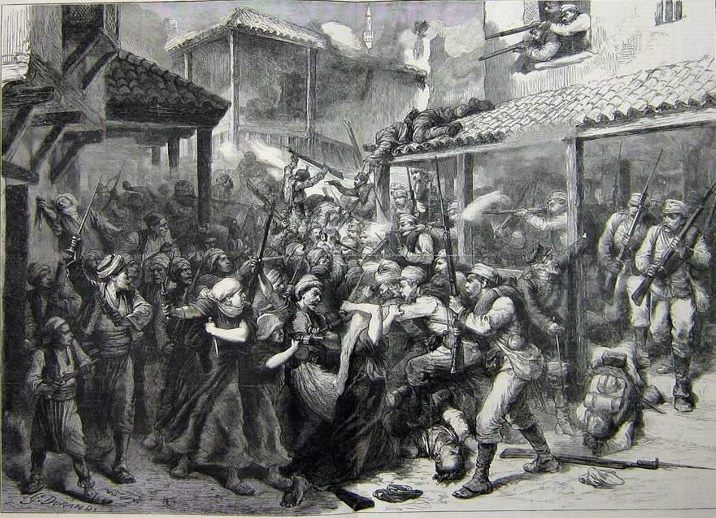
Campagne austro-hongroise en Bosnie-Herzégovine en 1878.
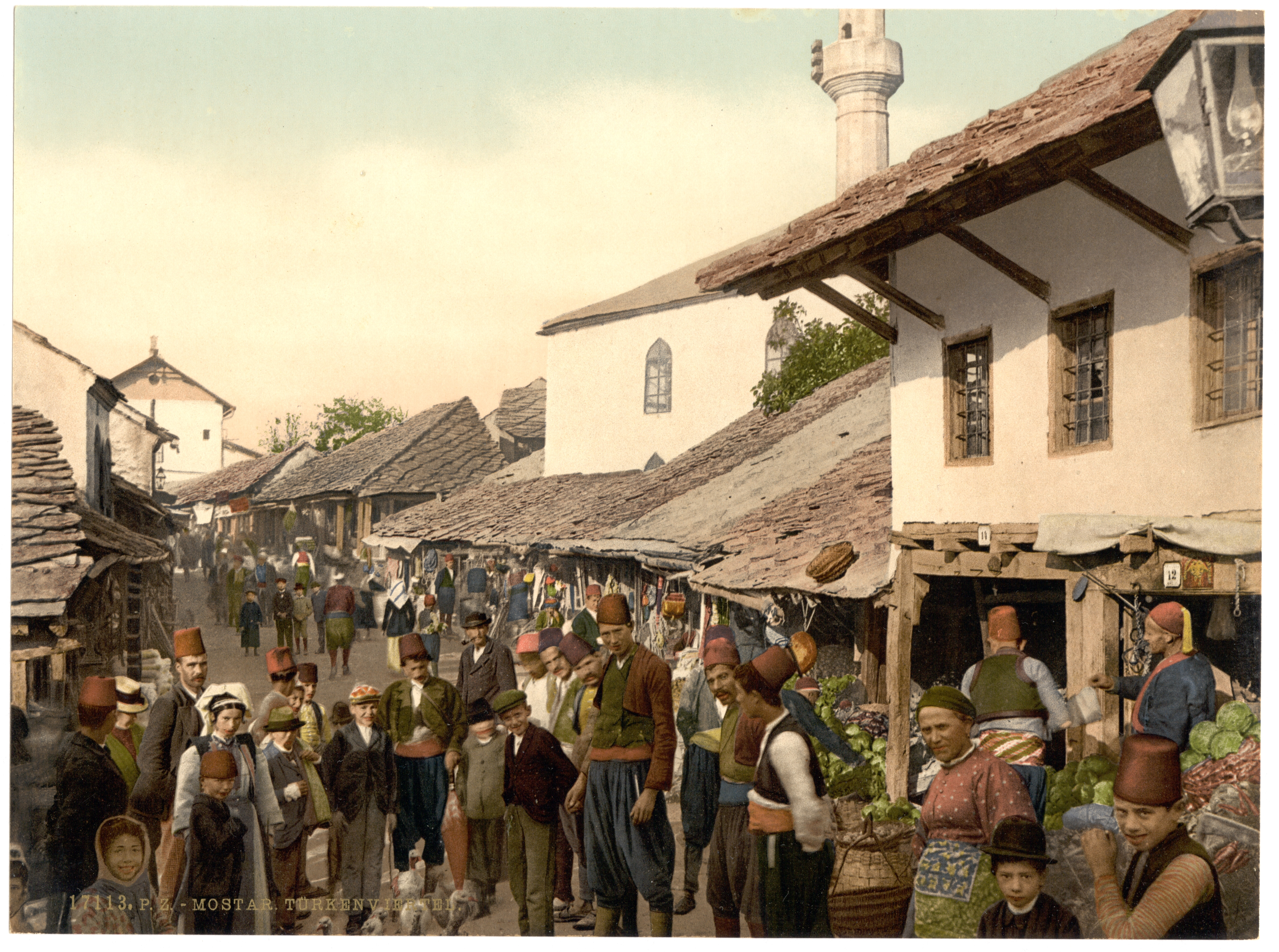
Quartier musulman de Mostar en Herzégovine, en 1895.
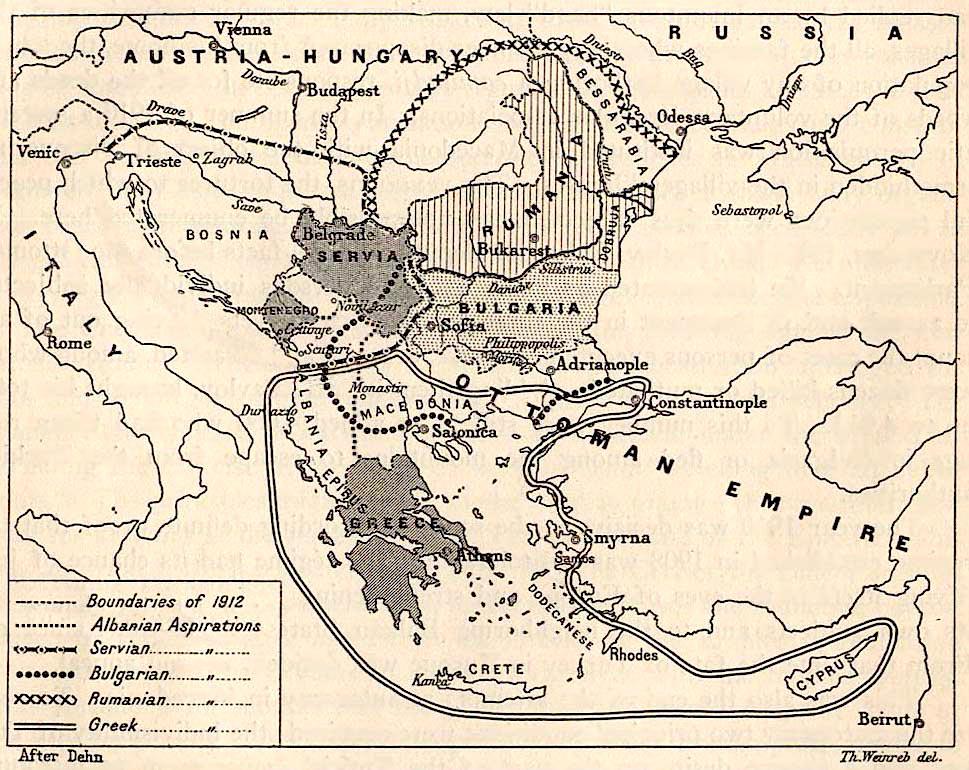
Les aspirations irrédentistes dans les Balkans en 1912.

## Recul ottoman et ré-émergence des peuples chrétiens
Dans les années 1805-1809, à l’issue de la campagne de Dalmatie, la France annexe l’Istrie, la Croatie, la Dalmatie et Raguse pour en faire ses Provinces illyriennes. En 1809 : les îles Ioniennes ou Heptanèse, vénitiennes depuis le Moyen Âge, et disputées pendant les guerres napoléoniennes, deviennent une possession britannique sous le nom de République des îles Ioniennes (ou septinsulaire), elle-même foyer d’idées sociales et nationales émancipatrices. Un autre foyer de telles idées est la principauté de Samos, instituée en 1833, vassale de l’Empire ottoman mais autonome, avec des princes chrétiens. Ces idées issues de la Révolution française sont diffusées par des sociétés secrètes telle la Filikí Etería, qui encouragent et coordonnent les révoltes des « Roumis » de l’Empire ottoman dans les années 1816-1831, contribuant à la renaissance culturelle des Grecs, des Bulgares, des Serbes et des Roumains. Cela aboutit à l’autonomie de la Serbie, qui en 1817 devient une principauté vassale, comme l’étaient déjà la Moldavie et la Valachie voisines, et à l’indépendance de la Grèce, reconnue en 1831 sur le Péloponnèse, la Grèce centrale et les Cyclades.
En 1852 c’est la principauté de Cetinjé qui s’agrandit : elle prend le nom de principauté du Monténégro. De leur côté, les principautés danubiennes s’unissent en 1859 pour former la principauté de Roumanie qui reste nominalement vassale du Sultan ottoman. Au sud, la Grèce s’agrandit en 1863 des îles Ioniennes, cédées par les Britanniques. En 1876, les massacres bulgares par l’armée ottomane, à la suite de la révolte des Bulgares, choquent l’Europe. L’insurrection bosniaque de 1876 se conjugue avec un conflit militaire entre la Russie et l’Empire ottoman. C’est en 1878-1885, à la suite de la guerre russo-turque de 1877, que des changements importants ont lieu, au détriment de l’Empire ottoman :
- les indépendances de la Serbie (agrandie de la région de Niš), du Monténégro (agrandi une nouvelle fois) et de la Roumanie (agrandie des deux-tiers de la Dobrogée) sont reconnues ;
- la Bosnie-Herzégovine et le sandjak (arrondissement) de Novibazar (entre la Serbie et le Monténégro) sont occupées, et désormais administrées par l’Autriche-Hongrie[18] ;
- la Bulgarie, dont les Russes, au traité de San Stefano, auraient voulu faire un grand royaume allant de l’Adriatique à la mer Noire et du Danube à l’Égée, est reconnue, au traité de Berlin en 1878, comme simple principauté vassale (comme l’étaient avant 1878 la Serbie, la Valachie et la Moldavie), mais seulement entre le Danube et le Grand Balkan, avec la capitale Sofia : la moitié sud-est du pays, nommée Roumélie orientale, reste province ottomane, avec une dose d’autonomie interne ;
- l’Empire ottoman conserve le Sud de la péninsule, de l’Adriatique (Albanie, Kosovo, Épire) à Constantinople. Des mouvements de populations ont lieu, des musulmans des territoires perdus venant s’installer dans la partie de la péninsule restée turque.

Plus tard, en 1881-1885, la Grèce s’agrandit de la Thessalie tandis que la Serbie et la Roumanie, jusque-là principautés, deviennent elles aussi des royaumes, comme l’était déjà la Grèce. La Serbie a une dynastie autochtone (Obrénovitch), tandis que la Grèce, la Roumanie et la Bulgarie ont des dynasties d’origine allemande (respectivement Wittelsbach, Battenberg et Hohenzollern). L’union de la principauté de Bulgarie et de la Roumélie orientale forme le royaume de Bulgarie en 1885 : il reste nominalement vassal du sultan ottoman. Lors de la guerre entre la Serbie et la Bulgarie de 1885-1886, la Serbie attaque la Bulgarie mais subit une lourde défaite. En 1897 la guerre des trente jours entre la Grèce et l'Empire ottoman s'achève sur une victoire turque et la Grèce doit céder à la Turquie les cols de la Thessalie du nord.

## Période contemporaine
À la suite des réformes civiles et militaires, l'Empire ottoman, soutenu par les britanniques et les allemands qui y construisent des chemins de fer, se modernise et semble pouvoir arrêter son recul, mais des insurrections bulgares et grecques secouent les chrétiens de Macédoine et de Thrace en 1903. Cinq ans plus tard, en 1908, l'Autriche-Hongrie rend aux Ottomans le sandjak de Novibazar, mais annexe la Bosnie-Herzégovine. L'indépendance du royaume de Bulgarie est définitivement reconnue. En 1911, l'Italie s'empare du Dodécanèse. Les guerres balkaniques se déroulent en 1912-1913 :
- dans la première, le Monténégro, la Serbie, la Bulgarie et la Grèce se partagent les territoires encore ottomans dans la péninsule, à l'exception d'une partie de l'Albanie devenue indépendante en 1913 (grâce à l'appui austro-hongrois et allemand) et de la Thrace orientale autour des détroits et de Constantinople ; la Bulgarie porte l'essentiel de l'effort de guerre contre les Ottomans, tandis que la Serbie occupe la Macédoine bulgarophone;
- dans la seconde, la Bulgarie qui tente de prendre aux Serbes la Macédoine bulgarophone, est attaquée et vaincue par ses alliés de la veille, auxquels se joignent les Turcs (qui reprennent la Thrace autour d'Edirne, restée turque jusqu'à nos jours) et la Roumanie (qui annexe la Dobroudja du Sud).

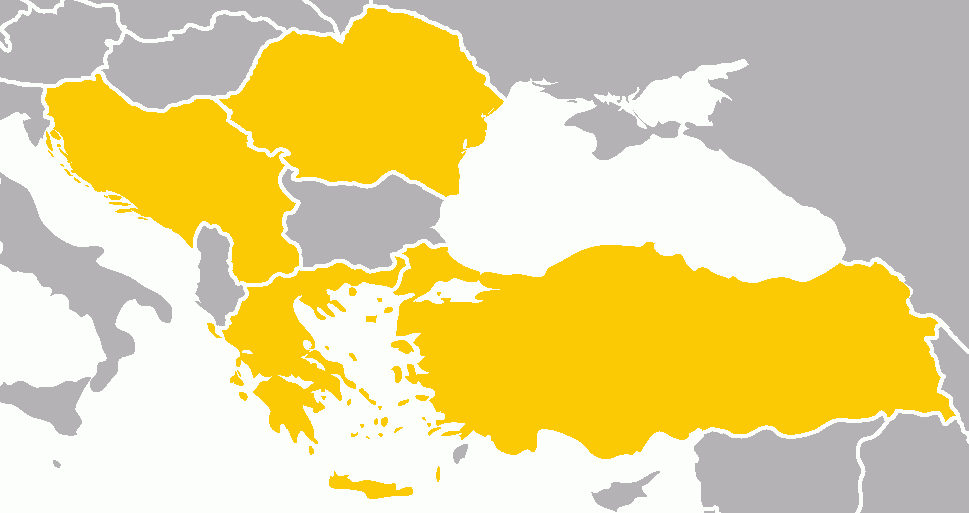
Le Pacte balkanique de 1934.

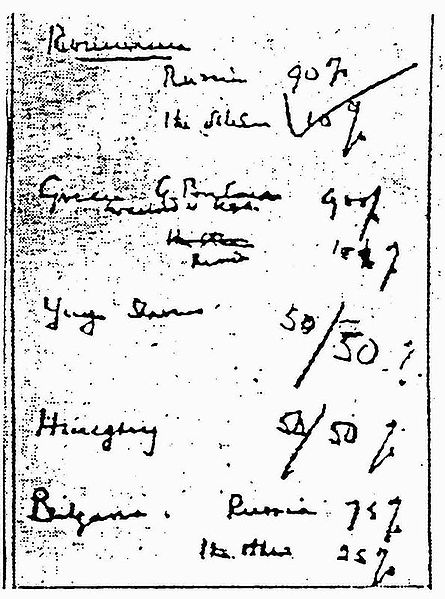
Conservé à la Bildarchiv der Österreichischen Nationalbibliothek de Vienne, le fameux accord des « zones d'influence » contresigné par Churchill et Staline à Moscou le 9 octobre 1944, qui livre la Grèce aux intérêts britanniques et la Roumanie et Bulgarie aux intérêts soviétiques.

Comme le reste de l'Europe, les Balkans subissent la Première Guerre mondiale de 1914 à 1918 (dont le prétexte, mais non l'unique cause, fut l'attentat de Sarajevo) :
- la Serbie, alliée de la Triple-Entente (Grande-Bretagne, France et Russie), est rejointe par l'Albanie (3 septembre 1914), le Monténégro (16 janvier 1916), la Roumanie (27 août 1916) et la Grèce (30 juin 1917) ;
- les Empires centraux (Allemagne et Autriche-Hongrie) sont rejoints par l'Empire ottoman (29 octobre 1914) et la Bulgarie (6 octobre 1915) ;
- la Bulgarie s'agrandit des territoires qu'elle revendiquait en Macédoine et en Dobrogée, au détriment de la Serbie, de la Grèce et de la Roumanie, mais fin 1918, elle doit tout rendre et perd même, au profit du royaume des Serbes, Croates et Slovènes quelques districts frontaliers qu'elle possédait auparavant (notamment la ville de Strumitsa), et au profit de la Grèce : la Thrace occidentale et son littoral sur la mer Égée ;
- le royaume des Serbes, Croates et Slovènes est constitué en 1918-1919 de la Serbie, du Monténégro et des territoires peuplés de Slovènes, de Croates, de Serbes et de Bosniaques pris à l'Autriche-Hongrie. Il revendique l'Istrie, Trieste, Fiume et Zara, mais ces territoires seront attribués à l'Italie (qui de son côté revendique toutes les îles dalmates et Raguse).

L'Empire ottoman survit à sa défaite (contrairement aux empires allemand, austro-hongrois et russe) mais est au bord d'une partition par les puissances victorieuses, et la guerre d'indépendance turque aboutit en 1923 à la création de la République turque. En 1929, le royaume des Serbes, Croates et Slovènes prend le nom de royaume de Yougoslavie qui constitue en 1934 un « Pacte balkanique » avec la Grèce, la Roumanie et la Turquie. En 1939 (le 7 avril) l'Italie envahit l'Albanie.
Comme le reste de l'Europe, les Balkans subissent de 1939 à 1945 la Seconde Guerre mondiale :
- l'Italie attaque la Grèce en octobre 1940 mais est repoussée en Albanie ;
- la Yougoslavie, envahie par l'Allemagne nazie en avril 1941, est démembrée : la Slovénie est partagée entre l'Italie (qui annexe aussi la Dalmatie, le Monténégro et le Kosovo) et l'Allemagne ; la Croatie et la Bosnie-Herzégovine forment un État satellite de l'Allemagne, dirigé par Ante Pavelić ; la Hongrie annexe la Voïvodine à l'ouest de la Tisza, et la Bulgarie la Macédoine du Nord, tandis que la Serbie elle-même est occupée et administrée par la Wehrmacht ; la Voïvodine à l'est de la Tisza devient territoire allemand. Deux résistances antagonistes se mettent en place : celle monarchiste des Tchetniks, fidèle au gouvernement exilé à Londres, et celle communiste des Partisans, dirigée par Tito ;
- la Grèce est envahie par les Allemands qui viennent aider les Italiens, puis occupée. Un mouvement de résistance, l'EAM, se met aussitôt en place ;
- la Bulgarie, à nouveau alliée à l'Allemagne, s'agrandit pour une dernière fois des territoires qu'elle revendiquait : Macédoine ex-yougoslave, Thrace grecque, et Dobroudja du Sud (seul territoire qu'elle conservera finalement) ;
- à partir de l'automne 1943, profitant du retrait italien, les mouvements de résistance libèrent de vastes zones en Grèce du nord et Yougoslavie ;
- en août 1944, le retournement du front roumain oblige la Wehrmacht à évacuer à son tour les Balkans et la Grèce ;
- à la fin de la guerre, le plan de partage entre Alliés, négocié à Téhéran en 1943, à Moscou en octobre 1944 et à Yalta en 1945, est mis en application : malgré la puissance de sa résistance communiste, la Grèce reste dans l'orbite britannique puis américaine (« 90 % d'influence occidentale ») au prix d'une guerre civile ; en Yougoslavie reconstituée et agrandie (« 50 % d'influence occidentale, 50 % d'influence soviétique »), Tito gagne contre les Tchétniks mais prendra bientôt ses distances avec l'URSS ; même chose en Albanie avec Enver Hoxha ; en Bulgarie et Roumanie en revanche (« 90 % d'influence soviétique ») les communistes, bien qu'initialement très minoritaires, peuvent imposer leurs dictatures.

À l'issue de la guerre, en 1946, la Yougoslavie, agrandie des territoires cédés par l'Italie, devient une république fédérale composée de six républiques : Slovénie, Croatie, Bosnie-Herzégovine, Monténégro, Serbie et Macédoine, qui acquièrent alors leurs frontières actuelles (au Kosovo près); la Grèce s'agrandit du Dodécanèse, cédé par l'Italie. En 1954, la zone de Trieste qui avait été constituée en État libre à l'issue de la guerre, est partagée entre l'Italie (qui retrouve la ville même et ses alentours immédiats) et la Yougoslavie (qui annexe le reste, ce qui ouvre un débouché maritime à la Slovénie). Cela place la limite nord-ouest des Balkans sur la rivière Dragonija en Istrie.
Durant la guerre froide, de 1949 à 1989, la péninsule est divisée en trois zones étanches : au nord-est, Bulgarie et Roumanie font partie du bloc soviétique (Pacte de Varsovie et Comecon) ; au sud, Grèce et Turquie font partie du glacis occidental (OTAN) ; à l'ouest, Yougoslavie et Albanie sont communistes, mais non-alignés, la Yougoslavie avec des frontières ouvertes, l'Albanie au contraire très fermée, et ultérieurement proche de la Chine de Mao. En Grèce, la Dictature des colonels dure de 1967 à 1974. L'ensemble de la péninsule subit alors des régimes autoritaires.
En 1981, la Grèce rejoint l'Union européenne. Lors de l'ouverture du Rideau de fer en 1990, les communistes d'Albanie, Bulgarie, Roumanie et Yougoslavie abandonnent le communisme en tant que système et doctrine, et adoptent le libéralisme et le nationalisme. Les dirigeants qui s'y opposent sont limogés. Les ex-communistes conservent le pouvoir pendant un temps (parfois assez long : cas de Slobodan Milošević), mais permettent le pluripartisme et la démocratie parlementaire. Entre 1991 et 1996 les guerres de dislocation de la Yougoslavie aboutissent à l'indépendance en 1992 de la Slovénie et de la Croatie, de la Bosnie-Herzégovine et de la Macédoine du Nord.

## Période actuelle
Ce qui reste de la Yougoslavie se mue en 2003 en une association de Serbie-et-Monténégro. En 2004, la Slovénie rejoint l'Union européenne. La Serbie et le Monténégro se séparent à l'amiable en 2006. En 2007, la Bulgarie et la Roumanie rejoignent l'Union européenne. Le Kosovo (région autonome de la Serbie, à majorité albanaise) proclame son indépendance, non-reconnue par la Serbie (ni par la moitié de la communauté internationale) en 2008. La Croatie est admise dans l'Union européenne en 2013 et dans l'espace Schengen en 2022, tandis qu'un veto autrichien bloque l'élargissement de cet espace à la Roumanie et la Bulgarie.

### Cartes diachroniques
Ces cartes diachroniques des Balkans, également disponibles séparément sur Wikimedia Commons, sont, comme les données de cet article, une synthèse de la bibliographie et des ouvrages suivants,,,,,,,,,,,,,, :
.